# Kulha-kʽangri
Kulha-kʽangri (chiń. 庫拉岡日峰 Kùlāgāngrì Fēng, ang. Kulha Kangri) – siedmiotysięcznik w paśmie Himalajów. Jest to, pod względem położenia i wysokości, szczyt dość kontrowersyjny. Obecnie powszechnie jako jego wysokość podaje się wartość 7538 m, ale jeszcze do niedawna podawano 7554 m.
Także jego przynależność państwowa budzi wątpliwości. Rząd Bhutanu stanowczo twierdzi, że szczyt ten leży na granicy z Chinami. Jednakże najnowsze badania wskazują, iż Kulha-kʽangri leży w całości na terenie Chin (a właściwie Tybetu). Ma to szczególne znaczenie w kwestii który szczyt można nazwać najwyższym szczytem Bhutanu: Kulha-kʽangri czy położony kilkanaście kilometrów na południe od niego Gangkhar Puensum. Wysokość 7538 m n.p.m. czyni z Kulha-kʽangri 46. najwyższy szczyt Ziemi.
Pierwszego wejścia na szczyt dokonali w 1937 r. Freddie Spencer Chapman i Pasang Dawa Lama.